# Selwyn Senatori
Selwyn Senatori (Pallanza, 2 mei 1973) is een Nederlands-Italiaanse kunstenaar, bekend om zijn kleurrijke en expressieve pop-art schilderijen. Senatori is hoofdzakelijk actief in het commercieel circuit, hij is een van de meest verkochte kunstenaars van Nederland. Hij woont en werkt in Amsterdam. 

## Biografie
Senatori werd geboren in het dorp Pallanza aan het Lago Maggiore, een deelgemeente van Verbania. Toen hij enkele jaren oud was verhuisden zijn ouders aanvankelijk naar Amsterdam, maar enkele jaren later naar Hoorn, waar Senatori vanaf zijn zevende jaar zijn jeugd doorbracht.
Senatori volgde Havo in Hoorn, met een onderbreking om kunstonderwijs te volgen in Amsterdam. Na zijn middelbare school ging hij illustratieve vormgeving studeren aan de Hogeschool voor de Kunsten in Utrecht, waar hij in 1999 zijn einddiploma behaalde.
Tijdens zijn opleiding exposeerde hij voor het eerst in een plaatselijke galerie in Hoorn. Zijn werken werden vlot verkocht en hij kreeg geleidelijk aan bekendheid. Daarnaast begon hij als illustrator van kinderboeken en maakte werk in opdracht van  bedrijven.
Senatori leidde een ongeregeld bestaan met gastronomische en seksuele uitspattingen in restaurants, bars en nachtclubs in zowel Nederland als de Verenigde Staten. Deze levensstijl werd een belangrijk thema in zijn werk. Hij trouwde en werd vader van twee kinderen, maar het huwelijk hield geen stand. In 2013 ontmoette hij zijn tweede vrouw waarmee hij ook twee kinderen kreeg. Hoewel zijn leven rustiger werd behield hij evenwel zijn flamboyante en non-conformistische stijl.
Senatori kent vooral succes als illustrator en als kunstenaar in het commerciële circuit, met naast actieve verkoop en promotie van zijn doeken en litho's, ook merchandising van 3D objecten zoals kopjes, porseleinen beeldjes, borden, kledij en auto's. Hij maakte ook muurschilderingen en andere grote commerciële opdrachten voor bedrijven zoals Heineken, Philips, Douwe Egberts en Hell’s Kitchen.
Hij is al sedert jaren de best verkopende Nederlandse kunstenaar.
Zijn atelier is gevestigd in Amsterdam aan het Rokin. 

## Stijl en invloeden
Senatori's stijl is een combinatie van pop-art en street-art, met felle kleuren, dynamische lijnen, kenmerkende cartooneske figuren en speelse elementen. Zijn werk wordt beïnvloed door zowel de klassieke Italiaanse kunst als moderne cultuur. Hij schildert uitsluitend over wat hij zelf heeft meegemaakt. In zijn werk zijn de Italiaanse invloeden van het dolce vita aanwezig, ze zijn één groot feest met voedsel, volle glazen, muziek, verleidelijke vrouwen, reizen en design.  Zijn schilderijen bevatten vaak teksten, iconen en slogans. Hij heeft een fascinatie voor New York en heeft er enige tijd een eigen atelier gehad.
Wegens de directe stijl, de felle kleuren, gebruik van spuitbussen en klodders verf en de rauwe afbeeldingen wordt zijn werk soms vergeleken met dat van Herman Brood.

"Nijntje" van Selwyn Senatori

"Espresso Boys", geïnspireerd op zijn familie in Italië, is een van bekendste werken.
In het kader van de viering van 60 jaar Nijntje maakte Senatori het beeld "Mr. Manhattan" van 1m80 hoog voor de Nijntje art parade, een tentoonstelling op het Museumplein in Amsterdam in 2015.

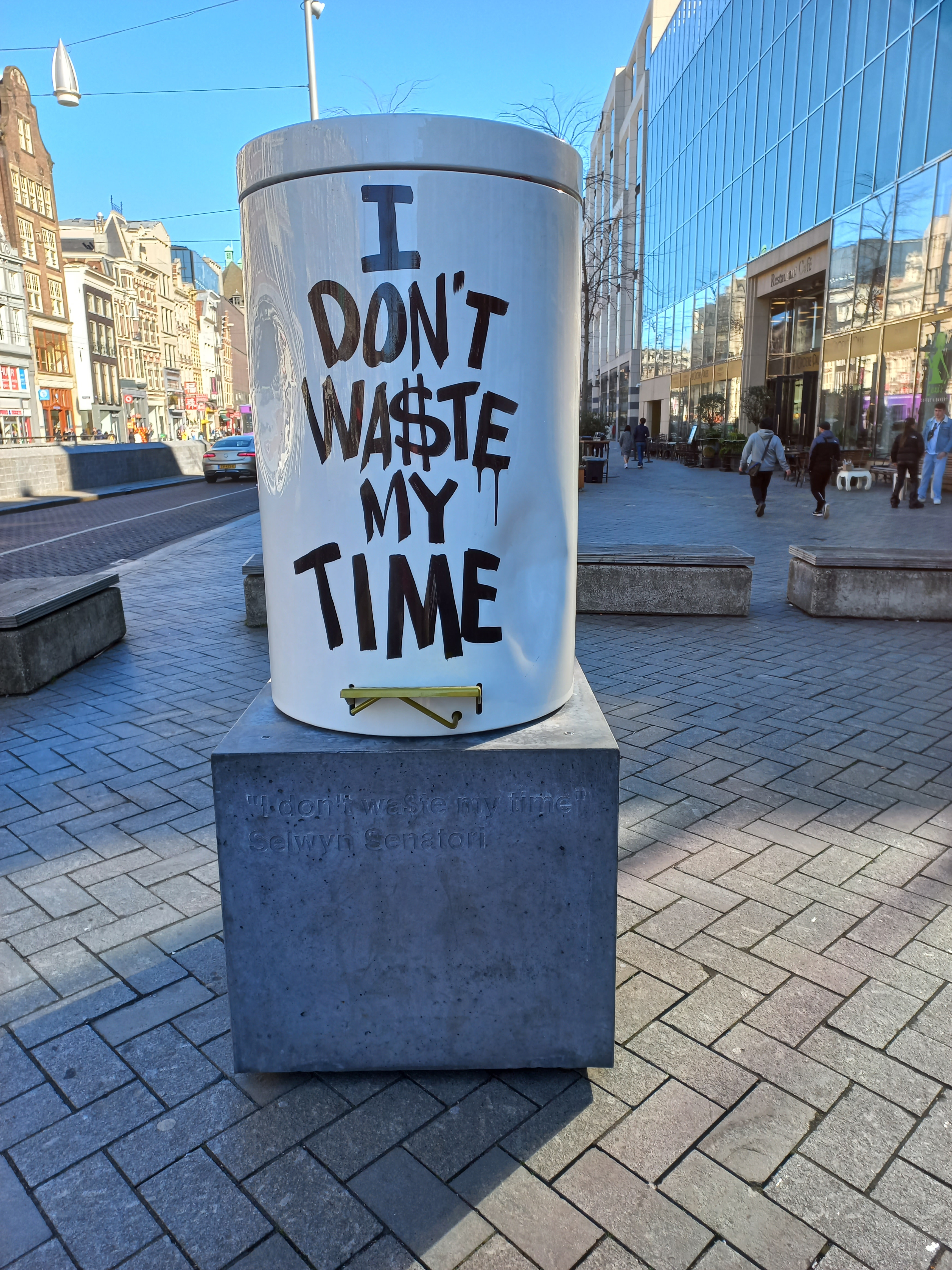
I don't waste my time van Selwyn Senatori

In 2021 creëerde Senatori een grootschalige replica van een pedaalemmer die werd tentoongesteld op het Rokin. Dit project, getiteld I don't waste my time (grafisch weergegeven als I don't wa$te my time), stond enkele maanden tentoongesteld.

## Tentoonstellingen
Selwyn Senatori heeft een eigen galerie de "Senatori Art Gallery" in Amsterdam.  Daarnaast verkoopt hij zijn werk via online kanalen en commerciële galerieën, hoofdzakelijk in Nederland. Hij nam deel aan verschillende tentoonstellingen in Nederland en in het buitenland.
- International Standard Name Identifier: 0000 0000 3694 7440
- Library of Congress Control Number: n2005039768
- Nederlandse Thesaurus van Auteursnamen: 214235645
- RKD-Nederlands Instituut voor Kunstgeschiedenis: 121075
- Virtual International Authority File: 75722838
- WorldCat: E39PBJtCGBf3cY4FDMhD4Q7fv3